# Samuramate
Samuramate (em acádio: Sammu-rāmat ou Sammu-ramāt) foi uma poderosa rainha do Império Neoassírio. Começando sua carreira como a principal consorte do rei Samsiadade V (r. 824–811 a.C.), Samuramate alcançou uma posição excepcionalmente proeminente no reinado de seu filho Adadenirari III (r. 811–783 a.C.). Embora haja disputa em relação ao status formal e posição de Samuramate, e se ela deve ser considerada uma corregente, é claro que ela estava entre as mulheres mais poderosas e influentes do Antigo Oriente Próximo; ela é a única rainha assíria conhecida a ter mantido seu status de rainha após a morte de seu marido e a única mulher assíria antiga conhecida a ter participado e talvez até liderado uma campanha militar.
A origem de Samuramate não é clara; seu nome poderia igualmente ser de origem semítica ocidental ou acádia. As regiões de origem propostas incluem a própria Assíria, Babilônia, Síria e Fenícia. Se originária de uma nação estrangeira, ela normalmente é considerada uma princesa. Nada se sabe de sua vida ou relativa influência e poder no reinado de seu marido. Sob Adadenirari, seu papel foi excepcionalmente proeminente para uma mulher da época. Pela Estela Pazarcık ela acompanhou seu filho em uma campanha contra Cumu na Síria e tanto ela quanto Adadenirari são creditadas com a expansão das fronteiras do império. Em algumas inscrições, os governadores locais fizeram dedicatórias não apenas ao rei (como era costume), mas excepcionalmente também a Samuramate. Todas as evidências sugerem que Samuramate estava entre as figuras mais renomadas de seu tempo.
Samuramate foi imortalizada na tradição literária posterior como a lendária rainha guerreira e heroína Semíramis, uma filha semidivina da deusa Derceto e esposa de Nino, o lendário fundador de Nínive e do Império Assírio. Entre os feitos lendários atribuídos a Semíramis estavam a vitória durante um cerco da cidade de Bactra, a fundação da Babilônia, e a invenção de um tipo de calça mais tarde popular entre os medos e persas. Numerosos paralelos podem ser traçados entre a histórica Samuramate e a lendária Semíramis.

## Antecedentes

### Nome

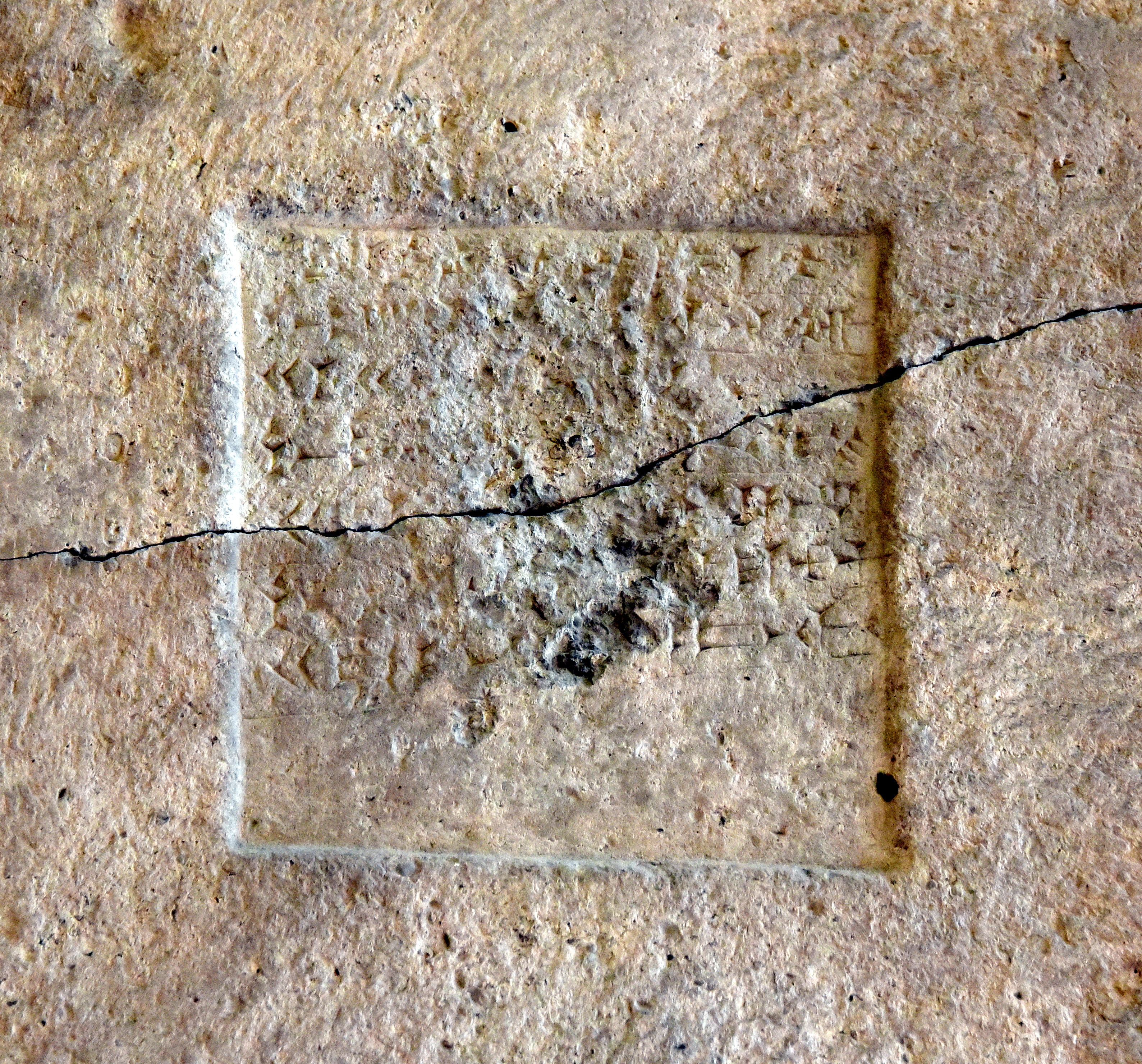
Inscrição em uma estela erguida em Assur por Samuramate

O nome de Samuramate, soletrado mí.sa-am-mu–ra-mat em inscrições assírias (transliteradas como Sammu-rāmat, Sammu-ramāt ou Šammu-ramat), é de origem semítica ocidental ou acádia. No semítico ocidental provavelmente teria sido traduzido como šmyrm ou šmrmt. A etimologia mais provável do nome é que ele segue um arquétipo de nome comum tanto no semítico ocidental quanto no acádio, na forma dn-rāmu/rāmat ("dn é exaltado) no semítico ocidental ou dn-ramāt ("dn é amado") em acádio, onde dn é um elemento teofórico (nome de um deus). Samu, renderizado como dsa(-a)-mu (que significa "vermelho"), era o nome de uma divindade de outra forma mal atestada no período neoassírio.
Várias etimologias alternativas também foram propostas. Nas fontes gregas clássicas, o nome de Samuramate aparece nas formas Σεμιραμις (Semiramis) e Σεμυραμις (Semeramis). De acordo com o historiador grego clássico do século I a.C. Diodoro Sículo, o nome em última análise, derivado da palavra assíria para "pomba", uma etimologia provavelmente baseada em equacionar Σεμι- (Semi-) com o acádio summatu ou summu (que significa pomba). O midrash judeu do século VII, Levítico Rabá, traça a etimologia do nome para o semítico ocidental šmy rʻm ("trovão do céu"), relacionando-o a uma lenda de que ela nasceu no trovão. Em 1991, Moshe Weinfeld sugeriu que o nome derivasse do fenício šmm rmm ("céus altos").

### Origem
Samuramate nasceu c. 850 a.C.
Nada se sabe das origens de Samuramate de fontes contemporâneas. Na tradição clássica posterior, Samuramate foi descrita como sendo de origem levantina ou nativa assíria. Várias origens alternativas também foram sugeridas por historiadores modernos, embora todas essas propostas sejam mera especulação. Em 1910, Carl Ferdinand Friedrich Lehmann-Haupt sugeriu que ela era uma princesa babilônica, embora não haja evidências para tal ideia. Wilhelm Eilers propôs em 1971 que ela poderia ter sido uma princesa de Urartu e em 1991, Weinfeld sugeriu que ela fosse uma princesa de Ascalão. Ascalão parece um lugar de origem improvável porque a cidade estava situada muito além das ambições imperiais assírias da época e porque seria improvável que um rei assírio se casasse com alguém de uma cidade de tão pouco peso diplomático. Em 2001, Jamie Novotni propôs que ela poderia ter sido uma princesa da Síria, talvez de Carquemis, Gurgum, Namri, Que, Patina, Subria, Bite Adini ou Bite Gabari.

## Status e atividades

### Reinado de Samsiadade V
Samuramate era a esposa e rainha do rei neoassírio Samsiadade V (r. 824–811 a.C.). O material de origem sobrevivente sobre Samuramate é relativamente limitado. Em material conhecido do reinado de seu marido, ela é mencionada apenas em um único olho turco inscrita com seu nome. Seu papel e influência na corte de seu marido são amplamente desconhecidos. A inscrição no olho turco diz:
| “ | Para Istar, sua senhora, Samuramate, rainha de Samsiadade, rei da Assíria, dedicou (isto) para seu bem-estar. | ” |

### Reinado de Adadenirari III
Samuramate é atestada de forma mais proeminente no reinado de seu filho Adadenirari III (r. 811–783 a.C.), quando ela alcançou uma posição excepcionalmente proeminente. Embora Adadenirari provavelmente não fosse menor de idade após sua ascensão ao trono, geralmente se supõe que ele era bastante jovem, o que pode explicar em parte por que Samuramate foi autorizada a assumir um papel tão proeminente. Por causa da fonte limitada, seu papel e posição exatos permanecem disputados, embora seja claro que ela estava entre as figuras mais renomadas de seu tempo.
Em 2013, David Kertai sugeriu que o uso contínuo do título de "rainha" por Samuramate no reinado de seu filho, o único exemplo assírio certo disso, poderia indicar que ela por um tempo foi rainha reinante. Em 2004, Sarah C. Melville escreveu que Samuramate "provavelmente não" era corregente com seu filho, mas em 2014 ela escreveu que Samuramate "possivelmente até agiu como regente durante os primeiros anos do reinado de seu filho". Escrevendo em 2013, Stephanie Dalley não acreditava que Samuramate fosse corregente com Adadenirari. Vários pesquisadores recentes, como Saana Svärd e Sebastian Fink, em seus escritos simplesmente mencionam que se ela poderia ser considerada uma corregente ainda é uma questão de debate. Em 2012, Svärd escreveu que, independentemente de sua posição formal, Samuramate era claramente uma figura feminina de autoridade que desempenhou um papel importante na administração do império, talvez agindo como uma espécie de pater familias após a morte de Samsiadade enquanto seu filho era jovem. Samuramate não aparece em relatos assírios posteriores, talvez, segundo Svärd, devido à ideologia real assíria achar difícil "acomodar a presença de uma figura feminina autoritária".

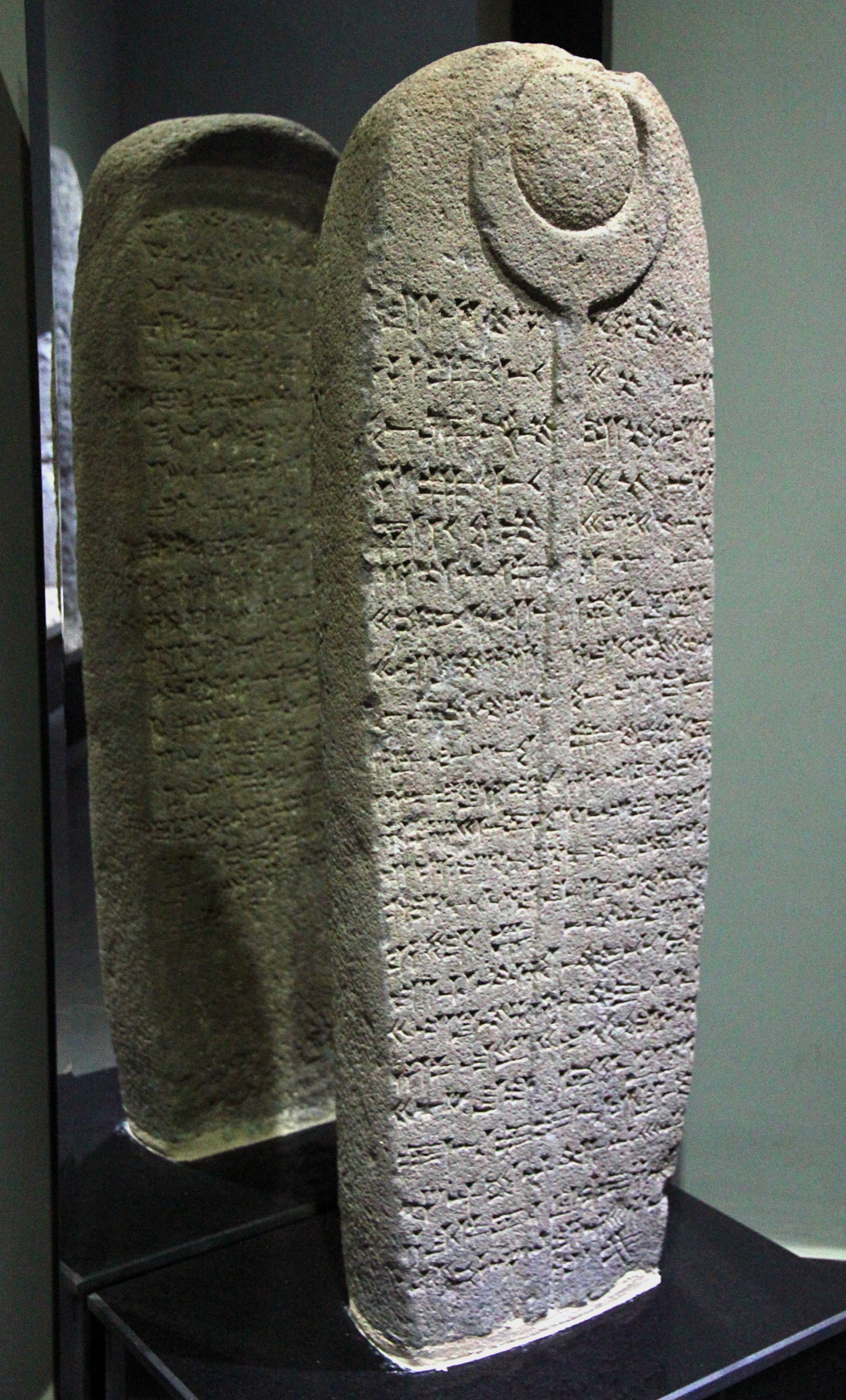
A Estela Pazarcık, que menciona a participação de Samuramate em uma campanha contra Cumu

O indicador mais sério do excepcional poder e influência de Samuramate, e a principal evidência usada por estudiosos que a apoiam como corregente, é uma estela de fronteira (marcador da fronteira) erguida por Adadenirari perto da moderna Pazarcık em Turquia. Variações nas inscrições reais assírias, muitas vezes formulaicas, eram tipicamente histórica e ideologicamente importantes. A Estela Pazarcık estabelece que Samuramate acompanhou seu filho em uma campanha militar contra o reino de Cumu na Síria; ela é a única mulher assíria antiga conhecida a participar de uma campanha. Em 2020, Sebastian Fink sugeriu que o fato de ela ter sido mencionada com tanto destaque no texto pode indicar que a campanha foi de fato liderada por Samuramate e que Adadenirari não estava presente. A inscrição na estela atribui as próprias atividades de combate apenas a Adadenirari, qualquer outra coisa não teria sido possível na ideologia assíria, mas a importante atividade de estender o território assírio e montar a estela, caso contrário, um privilégio tradicional apenas do rei, é atribuído tanto a Adadenirari quanto a Samuramate, conforme indicado por um plural "eles". Além disso, é significativo que a estela delineie a descendência de Adadenirari de Samsiadade e Samuramate, dado que os reis geralmente apenas mencionavam sua linhagem paterna.  Na íntegra, a inscrição na estela de fronteira diz:
| “ | Pedra limite de Adadenirari, rei da Assíria, filho de Samsiadade, rei da Assíria (e de) Samuramate, rainha de Samsiadade, rei da Assíria, mãe de Adadenirari, rei poderoso, rei da Assíria, nora de Salmaneser, rei dos Quatro Cantos. Quando Uspilulume, rei de Cumu, fez Adadenirari, rei da Assíria (e) Samuramate, rainha, cruzar o rio Eufrates; Eu esmaguei Atar-xunqui, filho de Abirami, da cidade Arpade, junto com oito reis, que estavam com ele na cidade de Pacarcubunu, seu limite e terra. Eu os privei de seu acampamento. A fim de salvar suas vidas, eles subiram (as montanhas). Naquele ano eles colocaram esta pedra de fronteira entre Uspilulume, rei de Cumu e Calparuda, filho de Palalã, rei de Gurgum. Quem o tirar da posse de Uspilulume, seus filhos, seus netos, que os deuses Assur, Marduque, Adade, Sim, (e) Samas não apoiem seu processo. Proibição de Assur, meu deus, (e) Sim, que mora em Harã. | ” |

Samuramate era uma figura famosa já em sua vida. Entre os chamados stelenreihen, um conjunto de estelas erguidas centralmente em Assur, o coração religioso e cerimonial do Império Neoassírio, existem inúmeras estelas erguidas por reis e influentes oficiais masculinos e generais, mas apenas três erguidas por mulheres (as outras duas mulheres sendo Libali-Sarrate, a rainha de Assurbanípal, e uma esposa desconhecida de Senaqueribe). Embora a função e o propósito dessas estelas permaneçam desconhecidos, é óbvio que apenas mulheres excepcionais foram capazes de erguer suas próprias estelas entre as outras. A estela de Samuramate em Assur lhe dá os mesmos títulos que na estela de fronteira de Pazarcık.
Samuramate é mencionado em inscrições em duas estátuas idênticas de Ninrude, a capital assíria. Essas inscrições registram que as estátuas foram dedicadas ao deus Nabu por Bel-tarsi-iluma, governador de Ninrude, que as erigiu no templo do deus na cidade. Após uma passagem elogiando Nabu, ambas as inscrições registram que Bel-tarsi-ilmma teve o status feito e dedicado "pela vida de" Adadenirari, rei da Assíria, e Samuramate, rainha. Normalmente, apenas o rei era mencionado.
A principal evidência anteriormente aceita de Samuramate ter governado o império foi a Estela de Saba, erguida por Adadenirari em 806 a.C. Traduções mais antigas da estela, como uma tradução de 1927 por Daniel David Luckenbill, sugeriam que Samuramate governou o império por cinco anos, desde a morte de seu marido até 806 a.C., pois o texto da estela foi interpretado como Adadenirari afirmando que ele "se sentou no trono real" e marchou para a Síria apenas em 806 a.C. No entanto, o termo relevante neste caso, rabîš ašābu, interpretado por Luckenbill como "tornar-se maior de idade" ou "subir ao trono" provavelmente significa algo semelhante a "gloriosamente" ou "magnificamente" por outros usos conhecidos disso em inscrições.
É possível que Samuramate, após um período de proeminência política, tenha renunciado e se tornado uma mulher do templo em um dos templos proeminentes do império, talvez o templo Nabu em Ninrude, onde as estátuas haviam sido dedicadas a ela. Samuramate provavelmente morreu por volta de c. 798 a.C..

## Lenda de Semíramis

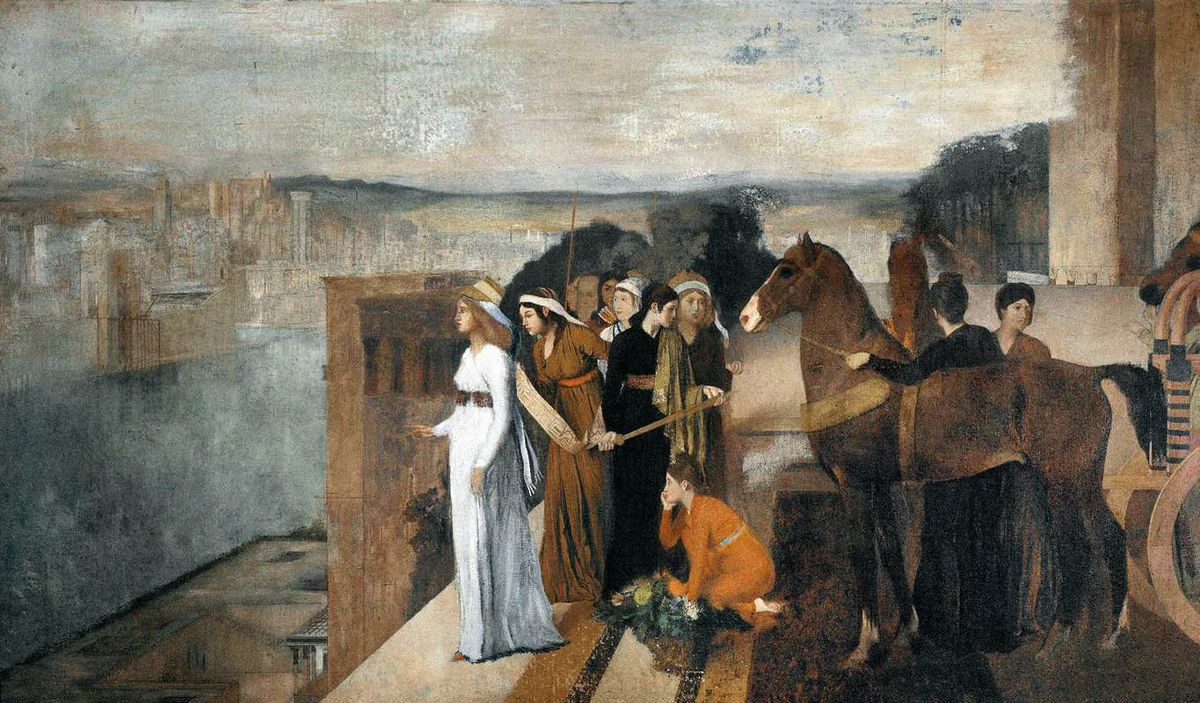
Semiramis Building Babylon (1861) por Edgar Degas

Samuramate é reconhecida há muito tempo como a principal inspiração por trás da lendária rainha guerreira e heroína Semíramis, embora a tradição de Semíramis provavelmente também se inspire em várias outras figuras reais e mitológicas do antigo Oriente Próximo, como as consortes assírias posteriores Atália (esposa de Sargão II) e Naquia (esposa de Senaqueribe). Embora nenhum escrito cuneiforme sobre a lenda de Semíramis sobreviva, acredita-se que tenha se originado como uma lenda mesopotâmica, só mais tarde encontrando seu caminho na literatura persa e greco-romana. A lenda é conhecida principalmente hoje através dos escritos de Diodoro Sículo  e do historiador Ctésias, do século V a.C.
De acordo com Ctésias, Semíramis nasceu em Ascalão como filha de um mortal sírio e da deusa Derceto. Supostamente Derceto havia sido amaldiçoada a se apaixonar pelo homem sírio comum como resultado de irritar Afrodite. Embora tenha dado à luz uma filha, Derceto mais tarde se envergonhou de dormir com o homem e assim o matou e abandonou a filha, jogando-se em um lago. Isso a levou a se transformar em uma criatura parecida com uma sereia. Segundo Ctésias, os habitantes de Ascalão e do resto do Levante, a partir de então, não comiam mais peixe, em vez disso os honravam como deuses. A bebê Semíramis foi mantida viva com a ajuda de pombas, que a mantiveram aquecida com suas asas e a alimentaram até que ela finalmente foi encontrada e adotada por um pastor chamado Simas. A conexão de Semíramis com Ascalão e o culto dos peixes é desconcertante. Na antiga Mesopotâmia, o deus Nabu às vezes era ligado a peixes e tritões e sereias frequentemente figuravam como estátuas em seus templos e como parte de sua iconografia. Dado que a dedicação do templo por Bel-tarsi-ilumma, que mencionou Samuramate, dizia respeito a um templo de Nabu, uma conexão espúria poderia talvez ser traçada para a rainha histórica. É possível que houvesse um culto de Nebo (a versão semítica ocidental de Nabu) em Ascalão, mas não existe evidência disso. Outra inspiração para o conto, em particular a conexão de Semíramis com pombas e Semíramis e sua mãe matando seus amantes, poderia ser Istar, a deusa mesopotâmica do amor e da guerra. As rainhas assírias eram fortemente ligado a Istar na iconografia. Se Samuramate renunciou e se tornou uma mulher do templo, também é possível que essa tenha sido a inspiração para tradições posteriores que a designaram como uma figura divina.

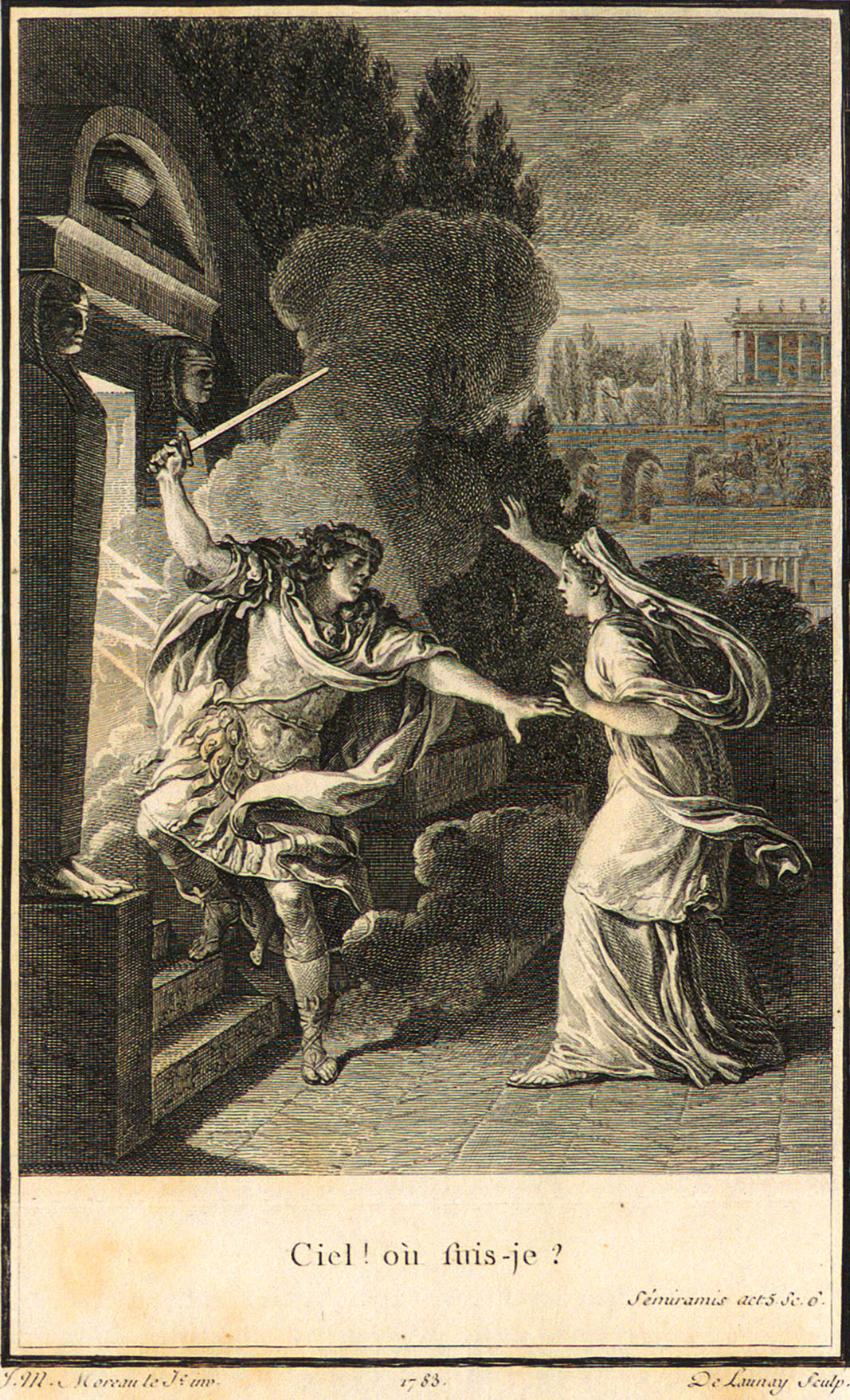
Ilustração de 1784 dE Nicolas de Launay, retratando Semíramis sendo assassinada por seu filho Ninias

Em quase todas as lendas, Semíramis se torna a esposa de Nino (uma figura puramente lendária), um lendário fundador de Nínive e do Império Assírio e uma figura que em praticamente todas as histórias em que ele apareceu foi ofuscada por sua esposa. Ctésias datou a época de Semíramis e a fundação do Império Assírio em 2 166 a.C.. No relato de Ctésias, a jovem Semíramis foi casada primeiro com o general assírio Ones, com quem teve dois filhos. Ones é descrito como lutando ao lado de Nino em uma tentativa de capturar a cidade de Bactra. Quando o cerco se arrasta, ele manda buscar sua esposa, de quem sente muita falta, uma mensagem que Semíramis interpreta como um pedido de ajuda militar. Assim, ela se equipa para a guerra e, usando roupas e armaduras, mascara sua identidade de mulher. Como parte de seu equipamento, Semíramis inventou calças de mangas compridas que intencionalmente mascaravam o gênero do portador, segundo Ctésias o precursor de calças posteriores populares entre os medos e persas. Ao chegar em Bactra, Semíramis prova ser uma guerreira habilidosa e consegue capturar a cidade, garantindo a admiração e atração de Nino. Quando Nino ameaça cegar Ones devido a Ones se recusar a entregar sua esposa a ele, Ones se enforca. Depois disso, Semíramis se torna a esposa de Nino. Um rei roubando a esposa de um general tem paralelos na história assíria; uma carta de data desconhecida relata que um oficial se revoltou contra o rei devido à esposa do oficial ter sido levada para o harém real.
Embora descritas como mulheres ferozes que evocam a antiga Istar no relato de Ctésias, tanto Semíramis quanto Derceto foram algumas vezes em obras posteriores transformadas em figuras quase irreconhecíveis. No Romance de Nino do século I a.C., Nino e Semíramis são descritos como dois amantes desafortunados que se encontram em um momento em que são jovens demais para se casar. Neste conto, Derceto, agora chamada Derceia, é uma mãe carinhosa que deseja facilitar o caminho para o romance e Semíramis é uma adolescente calada, tímida e chorosa.
Nos relatos de Ctésias e Diodoro Sículo, Nino é velho na época de seu casamento e morre logo após o nascimento de seu filho Ninias. A morte de Nino enquanto Ninias ainda é jovem deixa Semíramis para governar o império. Semíramis ergue um enorme monte sobre o túmulo de Nino, usando seus ossos para embelezar Nínive e transformando seu túmulo em um monumento de sua própria força e poder. Mais tarde, ela constrói vários outros montículos para abrigar os restos mortais de generais, oficiais e seus ex-amantes, às vezes enterrados vivos. Para rivalizar com Nínive, fundada por seu marido, Semíramis é então creditada com a fundação da Babilônia. Ctésias credita a Semíramis a criação dos Jardins Suspensos da Babilônia, embora Diodoro Sículo os atribua um rei posterior. Além da especulação infundada de que Samuramate era de origem babilônica,  não há evidências de qualquer conexão histórica entre Samuramate e Babilônia, nem de quaisquer obras de construção sendo realizadas na cidade sob Adadenirari (que não controlava a Babilônia).
A Semíramis da lenda também é descrito como liderando campanhas militares, por exemplo, contra a Armênia e a Índia. A história do conflito de Semíramis com a Armênia talvez possa derivar da lembrança das campanhas de Adadenirari, algumas das quais foram dirigidas contra Urartu (um precursor da Armênia). Um dos inimigos frequentes de Adadenirari era o rei urartiano Arguisti I, cujo pai Menua, um contemporâneo de Samuramate, construiu um grande canal que mais tarde curiosamente em algum momento recebeu o nome de Samuramate como o Canal de Xamirã. A campanha indiana, talvez paralela à campanha indiana de Alexandre, o Grande, é descrita por Ctésias como o único fracasso de Semíramis quando ela é forçada a voltar depois de ser ferida duas vezes pelo rei indiano. Em várias das lendas, incluindo a de Ctésias, a vida de Semíramis chega ao fim quando ela é morta por seu filho Ninias, que é descrito como um homem fraco que evitava outros homens e atividades bélicas. De acordo com o historiador do século II d.C. Justino, Ninias matou Semíramis porque ela tentou ter relações sexuais com ele; acusações de voracidade sexual foram muitas vezes lançadas na história às mulheres guerreiras, devido à sua posição incomum, e às viúvas. Algumas outras tradições tardias acusaram Semíramis de fazer sexo com um cavalo e cometer suicídio queimando-se viva. Esses retratos negativos têm pouco a ver com as versões mais antigas da lenda, como a de Ctésias, em que Semíramis mata seus amantes e nunca se casa novamente por medo de perder o trono.